# Bystřice (Moravia-Slesia)
Bystřice (in polacco Bystrzyca, in tedesco Bistritz) è un comune della Repubblica Ceca facente parte del distretto di Frýdek-Místek, nella regione della Moravia-Slesia.